# برگ ایم گاو
برگ ایم گاو (به آلمانی: Berg im Gau) یک شهر در آلمان است که در بایرن واقع شده‌است.

## خصوصیات
برگ ایم گاو ۲۲٫۶۱ کیلومترمربع مساحت دارد ۴۱۰ متر بالاتر از سطح دریا واقع شده‌است.